# 文化福德宮
24°49′47″N 121°00′50″E / 24.829796°N 121.013837°E
文化福德宮，是位於臺灣新竹縣竹北市十興、兒十公園的土地祠，合祀該里因規劃縣治二期都市計畫區而被迫拆遷的五尊土地神。

## 歷史

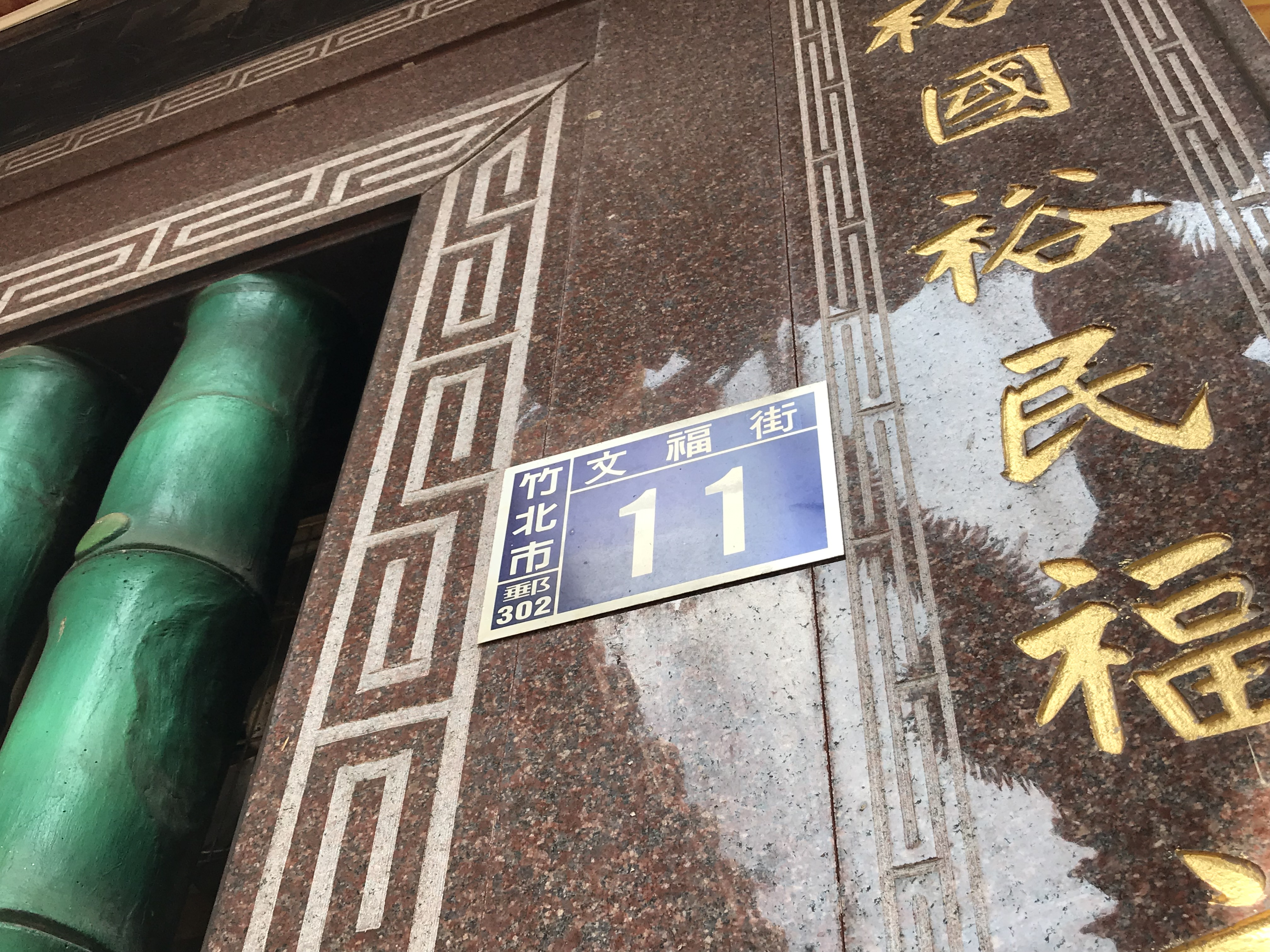
文化福德宮位在文福街11號。

在竹北市十興里安溪寮，該里二十九、三十三、三十八、四十、四十二鄰原都各奉祀各自的土地神。
1999年12月14日，縣長林光華主持的協調會議，決定將縣治第二期徵收區的廿一座土地公廟的十八座劃分三處集中祭祀：高速公路以西悉數遷置於兒十公園；高速公路以東與園道以北安置在兒七公園；高速公路以東與園道以南設至兒二十四公園。次年2月29日，第六度開會研商，決議新建土地公廟經費由各區現有土地公廟查估補償費金額為準，已發放部分請各管理人將補償費繳交縣府，尚未領取部分暫緩發放，由縣政府以代收代付方式統籌辦理，免納入年度預算，以期儘速完成重建工作。
對於十興里長林金水向縣府希望高速公路以西的土地公廟重建工程，比照高速公路以東的竹北伍福宮用依實核銷方式處理，縣府2001年12月11日開會後同意辦理。縣府自徵收作業經費中提撥一百多萬給西側的五座土地宮廟，在新竹縣文化局東側興建一座土地公廟，但信徒認為經費太少，另外募集四百多萬元。同年底動工，總工程費約六百餘萬元。此廟原本想取名「五福宮」，但先被竹北伍福宮取走，只好以文化局名字取作「文化福德宮」。廟方將以五座土地公全數退神合為一尊大土地公供奉，新像高三台尺六。
2003年3月23日，文化福德宮舉行落成登龕大典。但廟方的金爐未注意都市計畫規定，太靠近文和路、文福街，變成違建而無水電。縣府工務局表示金爐遷移並不困難，只要請遷移公司移位，不過該廟主委、十興里里長林金水說自己官小，哪敢決定，望縣長鄭永金決定。因此完工三年依然沒水沒電，直到2005年9月19日信眾向鄭永金陳情，才以專案解決。